# La Bâtie-Montgascon
 La Bâtie-Montgascon  es una población y comuna francesa, en la región de Ródano-Alpes, departamento de Isère, en el distrito de La Tour-du-Pin y cantón de Le Pont-de-Beauvoissin.

## Demografía
| 1158 | 1206 | 1279 | 1296 | 1310 | 1435 |
| Para los censos de 1962 a 1999 la población legal corresponde a la población sin duplicidades (Fuente: INSEE [Consultar]) |      |      |      |      |      |